# Koo Hye-sun
Koo Hye-sun (hangul: 구혜선; hanja: 具惠善; rr: Gu Hye-seon; nascida em 9 de novembro de 1984), é uma atriz, cantora-compositora, diretora e artista sul-coreana. Ela é mais conhecida por seus papeis nos dramas televisivos: Pure in Heart (2006), The King And I (2007), Boys Over Flowers (2009), Take Care of Us, Captain (2012), Angel Eyes (2014) e Blood (2015).

## Carreira

### Atuação
Koo entrou na indústria do entretenimento após ganhar popularidade na internet como uma ulzzang. Ela foi uma trainee da SM Entertainment, antes de se mudar para a DSP Media e se preparar para estrear em um grupo feminino chamado Ria, entretanto, a formação do grupo não obteve êxito, assim ela assinou contrato com a YG Entertainment. Originalmente prevista para estrear como cantora (supostamente em um grupo feminino composto de três membros com as cantoras Park Bom e Sandara Park), Yang Hyun-suk, executivo da YG Entertainment, aconselhou Koo a seguir na área de atuação em vez de música. Ela estreou em uma campanha publicitária para a marca de computadores Sambo e depois estreou na televisão, através da série de terror Anagram da KBS, e continuou a aparecer em dramas televisivos. Sua atuação como Hye-jin na sitcom Nonstop 5 de 2004 da MBC atraiu atenção do público.

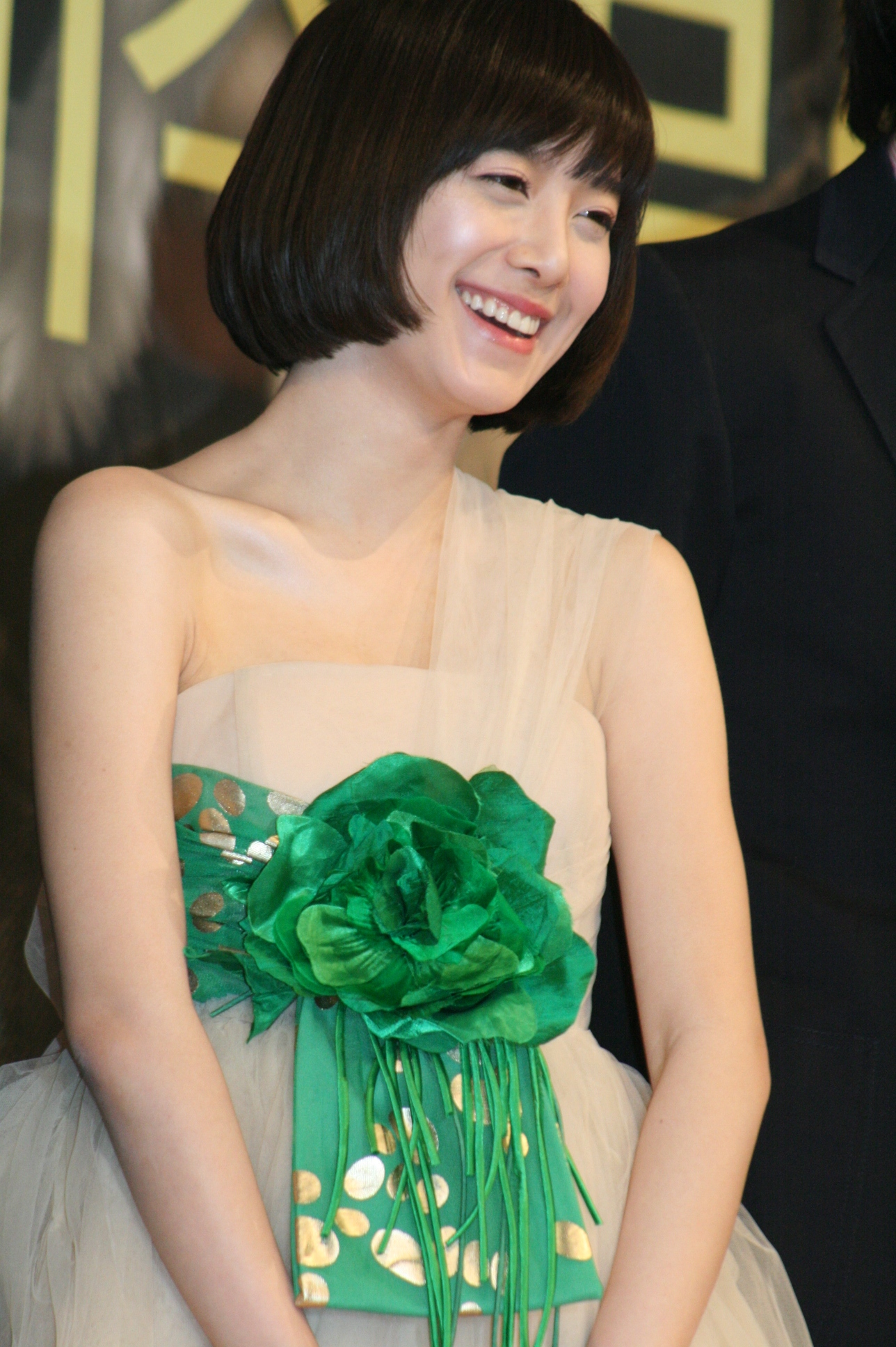
Koo Hye-sun durante conferência de imprensa de Boys Over Flowers em dezembro de 2008.

Koo logo recebeu reconhecimento, obtido através do drama televisivo Pure in Heart de 2006 e mais tarde, surpreendeu os críticos por sua atuação no drama histórico The King and I (2007). No ano seguinte, ela estrelou o drama de artes marciais Strongest Chil Woo (2008). Posteriormente, ela ganhou fama por seu papel como Geum Jan-di no drama adolescente Boys Over Flowers da KBS2, o que lhe fez conquistar popularidade através da Ásia. Em 2010, ela fez uma participação em Ku Cine e no ano seguinte, estrelou em setembro de 2011, The Musical, seu primeiro drama pré-produzido antes de ser exibido. Em 2012, Koo atuou como uma piloto feminina em Take Care of Us, Captain (2012), seguida por Absolute Darling (2012), uma adaptação taiwanesa do mangá Absolute Boyfriend.
Após dois anos de pausa na carreira de atriz, Koo apareceu no drama documental de duas partes da MBC, de nome Heo Nanseolheon em 2014. Ela participou também de sua narração como de sua produção. No mesmo ano, ela retornou a televisão estrelando Angel Eyes da SBS, interpretando uma mulher que recupera a visão e decide trabalhar em uma equipe de resgate de emergência. Em fevereiro de 2015, ela estrelou o drama de vampiros da KBS, Blood, onde interpretou uma médica-gênia, que ingressou na faculdade ainda jovem. Blood obteve baixa audiência na Coreia do Sul e Koo foi criticada por sua atuação. Dois anos depois, ela foi escalada para estrelar  You Are Too Much (2017) da MBC, no entanto, deixou a produção após duas semanas, devido a problemas de saúde.
Em 3 de janeiro de 2018, Koo assinou contrato com a Partners Park, após sair da YG Entertainment em dezembro de 2017. Em junho de 2019, ela moveu-se para a HB Entertainment, mesma agência de seu ex- marido.

### Música
A partir de 2005, Koo passou a realizar lançamentos de trilhas sonoras de dramas televisivos e de singles digitais. Neste mesmo ano, ela lançou seu primeiro single: "Happy Birthday to You" para Nonstop 5. Em 2006, ela lançou a faixa "Sarang Ga" ("Love Story"), que se tornou a música-título de Pure in Heart. Em 2012, Koo lançou sua primeira trilha sonora auto-composta, intitulada "Fly Again" para Take Care of Us, Captain!.
Koo lançou seu primeiro álbum, Breath, em 2009, um álbum de new age. No ano seguinte, lançou a canção auto-composta "Brown Hair" como single digital, que teve sua música rearranjada pelo pianista de bossa nova Choi In-young. Em 2012, Koo lançou a canção "It's You" e seu vídeo musical correspondente, filmado e editado por ela. Dois anos depois, ela lançou seu quinto single digital "Happy" (2014), que também é uma regravação da canção "Were We Happy" de Seo In-guk. No mesmo ano de 2014, ela lançou outro single auto-escrito intitulado "Must" que serviu também como trilha sonora de seu filme Daughter (2014).
Em 2015, Koo lançou seu segundo álbum de estúdio intitulado Breath 2, que serviu como acompanhamento de seu álbum de 2009, Breath. A faixa-título "After 10 Years 100 Years" é uma regravação da trilha sonora do filme The Peach Tree, além disso, ela realizou seu primeiro concerto no mesmo ano. Em 28 de abril de 2016, Ku lançou o álbum And Spring, que consistiu de onze faixas, incluindo seus singles "Stupid", "Brown Hair", and "It's You."

### Direção

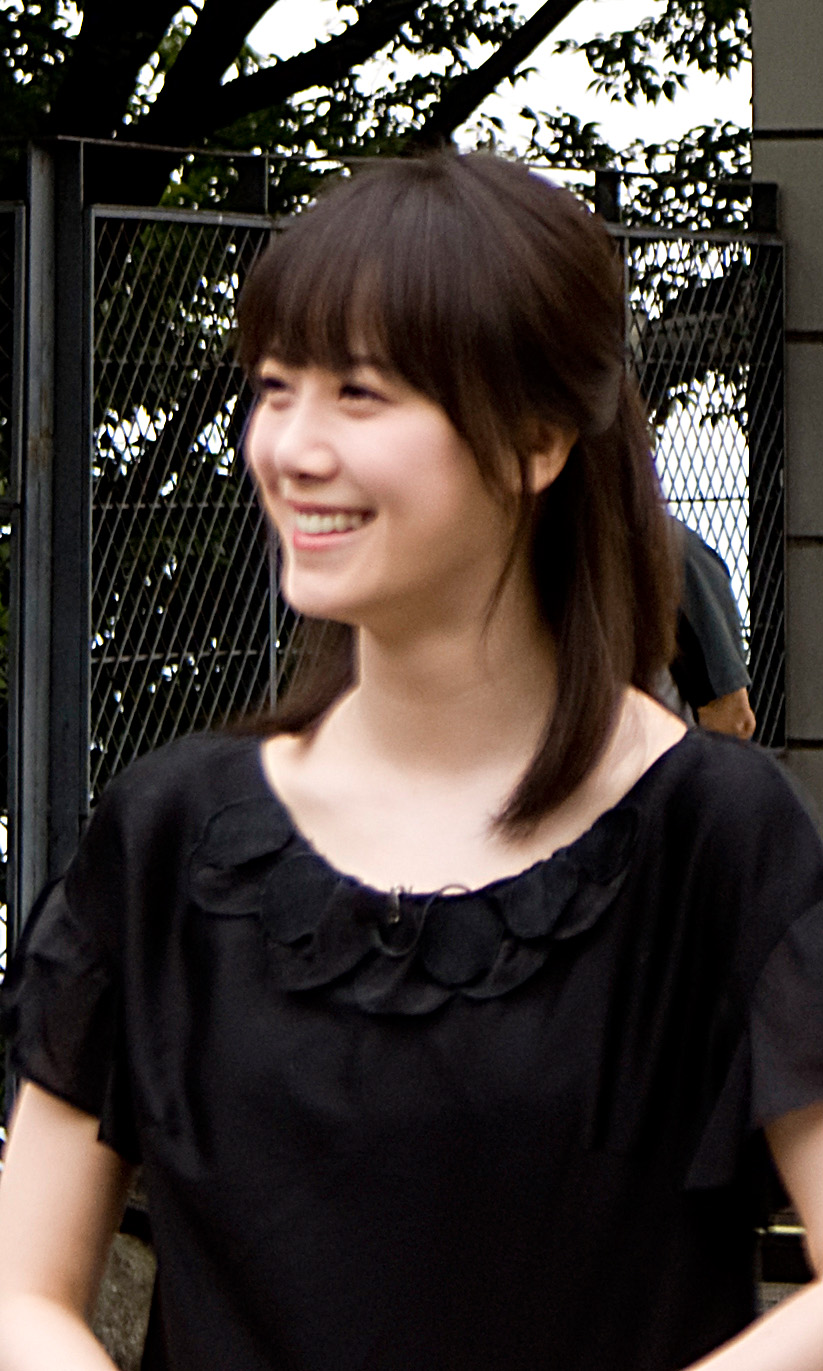
Koo Hye-sun em julho de 2009

Koo estreou como diretora em seu curta-metragem The Madonna de 2009. O filme, centrado no tema do suicídio assistido, estreou no Puchon International Fantastic Film Festival do mesmo ano e foi apresentado em diversos eventos, incluindo o Asiana International Short Film Festival e o Pusan Asian Short Film Festival, onde venceu a categoria de "Prêmio do Público". The Madonna também ganhou o "Prêmio Destaque" no Short Shorts Film Festival, realizado em Tóquio, entre os dias de 10 a 20 de junho de 2010.  Ela compartilhou que o motivo de fazer filmes dizendo: "Não é como se eu sonhasse em ser cineasta desde jovem. Estou interessada em muitas coisas, incluindo música, arte e literatura, e achei que poderia incorporar todas essas coisas fazendo um filme".
No ano seguinte, Koo dirigiu seu primeiro longa-metragem, Magic. O filme foi exibido no Jecheon International Music & Film Festival (JIMFF), entre os dias 12 a 17 de agosto de 2010 e no Annual Tokyo International Film Festival. Ela continuou dirigindo curtas-metragens como You (2010), Fragments of Sweet Memories (2012), bem como trailers de festivais de cinema. Fragment of Sweet Memories foi selecionado como um dos melhores filmes em 3D da Coreia do Sul e foi exibido pela Cinemountain do Centro de Cinema de Busan durante o International 3D Festival (I3DF), do qual Koo atuou como embaixadora promocional. O filme também foi selecionado como finalista do Festival de Cinema Sênior de Seul e recebeu menção do prefeito Park Won-soon.
Em 2011, Koo fundou sua própria empresa, a Koo Hye-sun Film, sob a qual ela produziria e filmaria seus projetos. Seu segundo longa-metragem, The Peach Tree, foi o primeiro filme feito sob sua recém-criada produtora. Ela também escreveu a música-tema e a nova versão do filme. Em 25 de outubro de 2012, ela recebeu o prêmio de recomendação do ministro no Annual Republic of Korea Design Award por The Peach Tree.
Em 2013, Koo dirigiu um curta-metragem para a Samsung Galaxy S4, como parte do projeto "Story of Me and S4". No mesmo ano, ela atuou como jurada no Jecheon International Music and Film Festival. No ano seguinte, lançou Daughter, seu quinto filme dirigido. Ela não apenas participou da produção, roteiro e direção do filme, mas também interpretou a personagem principal da mãe que dá à filha um castigo corporal opressivo. O filme teve como objetivo abordar e divulgar à sociedade os problemas do abuso infantil. Daughter foi um dos filmes convidados no Busan International Film Festival.

## Vida pessoal
Em 11 de março de 2016, Koo confirmou que estava em um relacionamento com a co-estrela de Blood, Ahn Jae-hyun, desde abril de 2015. O casal registrou oficialmente seu casamento no escritório do distrito de Gangnam em 20 de maio de 2016 e se casou em 21 de maio de 2016. Eles anunciaram que, em vez de realizar uma festa de casamento, doariam o dinheiro a ala pediátrica do Hospital Severance. O casal apareceu no reality show Newlywed Diary da tvN, produzido por Na Young-seok, que mostrou a sua vida de recém-casados.
Em 18 de agosto de 2019, Koo postou em sua conta do Instagram, uma imagem com mensagens de texto entre ela e seu marido Ahn Jae-hyun, onde discutiam seu divórcio. Outra imagem foi postada com uma legenda que explicava que ela gostaria de manter seu casamento, enquanto Ahn não. As postagens foram excluídas posteriormente. Em 1 de setembro, em meio a recepção por parte do público sobre o assunto, Koo revelou que estava deixando a indústria do entretenimento por tempo indeterminado para retomar seus estudos.

## Filmografia

### Como Atriz

#### Televisão
| Ano  | Título                                          | Papel                                                  | Emissora |
| ---- | ----------------------------------------------- | ------------------------------------------------------ | -------- |
| 2004 | Nonstop 5                                       | Hye-sun                                                | MBC      |
| 2004 | Drama City – Anagram                            | Nurse                                                  | KBS2     |
| 2005 | Drama City – Everybody Cha Cha Cha              |                                                        | KBS2     |
| 2005 | Ballad of Seodong                               | Eun-jin                                                | SBS      |
| 2006 | Pure in Heart                                   | Yang Guk-hwa                                           | KBS      |
| 2007 | The King and I                                  | Rainha Jeheon/Yoon So-Hwa                              | SBS      |
| 2008 | Strongest Chil Woo                              | Yoon So-yoon                                           | KBS2     |
| 2009 | Boys Over Flowers                               | Geum Jan-di                                            | KBS2     |
| 2010 | Ku Cine                                         | ela mesma                                              | Mnet     |
| 2011 | Star Life Theater                               | ela mesma                                              | KBS2     |
| 2011 | The Musical                                     | Go Eun-bi                                              | SBS      |
| 2012 | Take Care of Us, Captain                        | Han Da-jin                                             | SBS      |
| 2012 | Absolute Darling                                | Guan Xiao Fei                                          | GTV      |
| 2012 | The Hospice for the Children Who Live for Today | narradora do documentário                              | SBS      |
| 2014 | Heo Nanseolheon                                 | Heo Nanseolheon/ narradora do documentário/ ela mesma  | MBC      |
| 2014 | Angel Eyes                                      | Yoon Soo-wan                                           | SBS      |
| 2015 | Blood                                           | Yoo Ri-ta/Yoo Chae-Yoon                                | KBS2     |
| 2017 | You Are Too Much                                | Jung Hae-dang (até ep.6, substituída por Jang Hee-jin) | MBC      |

#### Cinema
| Ano  | Título      | Papel                              | Notas                                       |
| ---- | ----------- | ---------------------------------- | ------------------------------------------- |
| 2007 | August Rush | Garota no sofá (aparição especial) | produção estadunidense                      |
| 2014 | Daughter    | San                                | também creditada como diretora e roteirista |

#### Narração
| Ano  | Título                                          | Emissora | Notas                | Ref    |
| ---- | ----------------------------------------------- | -------- | -------------------- | ------ |
| 2012 | The Hospice for the Children Who Live for Today | SBS      |                      | [ 52 ] |
| 2013 | Prime                                           | MBC      | segmento I Love Wood | [ 53 ] |
| 2014 | Miracles in December                            | KBS1     | segmento Angel Bread | [ 54 ] |
| 2016 | Rookie                                          | KBS2     |                      |        |

#### Reality show
| Ano  | Título         | Papel            | Episódio      | Emissora | Notas            |
| ---- | -------------- | ---------------- | ------------- | -------- | ---------------- |
| 2017 | Newlywed Diary | Membro do elenco | Episódios 1-6 | tvN      | com Ahn Jae-hyun |

#### Vídeos musicais e participações em vídeos musicais
| Ano  | Canção título                       | Artista       |
| ---- | ----------------------------------- | ------------- |
| 2002 | "We Make a Good Pair"               | Sung Si-kyung |
| 2004 | "The Reason I Close My Eyes"        | Taebin        |
| 2006 | "Forget You"                        | Soul Star     |
| 2007 | "Yesterday Is Different from Today" | Kim Ji-eun    |
| 2010 | "Touch Your Heart"                  | Fahrenheit    |
| 2010 | "Brown Hair"                        | Koo Hye-sun   |
| 2012 | "Marry Me"                          | Koo Hye-sun   |
| 2013 | "With Laughter or with Tears"       | Seo In-guk    |
| 2013 | "It's You"                          | Koo Hye-sun   |
| 2013 | "Happy"                             | Koo Hye-sun   |
| 2014 | "She's So High"                     | Beatburger    |
| 2014 | "Floral Rain"                       | Koo Hye-sun   |
| 2015 | "After 10 Years 100 Years"          | Koo Hye-sun   |
| 2015 | "A Day Without Sound"               | Koo Hye-sun   |

### Como diretora

#### Longa metragem
| Ano  | Título         | Creditada como                        | Elenco                                    | Ref.                 |
| ---- | -------------- | ------------------------------------- | ----------------------------------------- | -------------------- |
| 2010 | Magic          | Diretora, escritora, participação     | Im Ji-kyu, Seo Hyun-jin, Kim Jung-wook    | [ 27 ]               |
| 2012 | The Peach Tree | Diretora, escritora, diretora musical | Cho Seung-woo, Ryu Deok-hwan, Nam Sang-mi | [ 35 ] [ 36 ] [ 56 ] |
| 2014 | Daughter       | Diretora, escritora, atriz            | Koo Hye-sun, Shim Hye-jin                 | [ 43 ]               |

#### Curta metragem
| Ano  | Título                                   | Creditada como                        | Elenco                                                                             | Ref.                 |
| ---- | ---------------------------------------- | ------------------------------------- | ---------------------------------------------------------------------------------- | -------------------- |
| 2009 | The Madonna (aka The Cheerful Caretaker) | Diretora, escritora, editora          | Seo Hyun-jin, Kim Myung-soo, Jun Tae-soo                                           | [ 25 ]               |
| 2010 | You                                      | Diretora, escritora                   | Nam Sang-mi, Choi Il-hwa                                                           |                      |
| 2012 | Fragments of Sweet Memories (3D)         | Diretora, escritora, diretora musical | Yoo Seung-ho, Choi Il-hwa, Ryu Young-jae, Yang Hyun-mo, Yang Kyung-mo Seo Hyun-jin | [ 30 ] [ 57 ] [ 58 ] |
| 2013 | White Dog (Samsung Galaxy S4)            | Diretora, cantora da canção tema      | Cristina Fernandez Lee, Moon Mason, Koo Hye-sun                                    | [ 41 ]               |
| 2018 | Mystery Pink                             | Diretora, escritora                   | Seo Hyun-jin, Yang Dong-geun, Yoon Da-kyoung, Hyun Seung-min Park Jeong-uk         |                      |

#### Trailers
| Ano  | Evento                                            | Elenco                                      | Ref.          |
| ---- | ------------------------------------------------- | ------------------------------------------- | ------------- |
| 2009 | 7th Asiana International Short Film Festival      | Seo Hyun-jin                                |               |
| 2011 | 13th International Women's Film Festival in Seoul | Koo Hye-sun                                 |               |
| 2013 | 14th Persons with Disabilities Film Festival      | Koo Hye-sun                                 | [ 59 ] [ 60 ] |
| 2014 | 10th Jecheon International Music & Film Festival  | Koo Hye-sun, Seong Seung-han, Choi In-young | [ 61 ]        |

## Discografia

### Álbuns
| Ano  | Título     | Gravadora        | Notas                | Ref.   |
| ---- | ---------- | ---------------- | -------------------- | ------ |
| 2009 | Breath     | YG Entertainment | cantora, compositora | [ 62 ] |
| 2015 | Breath 2   | YG Entertainment | cantora, compositora | [ 22 ] |
| 2016 | And Spring | YG Entertainment | cantora, compositora | [ 24 ] |

### Singles
| Ano  | Título                   | Álbum                        | Gravadora        | Notas                        | Ref.          |
| ---- | ------------------------ | ---------------------------- | ---------------- | ---------------------------- | ------------- |
| 2005 | "Happy Birthday To You"  | Nonstop 5 OST                | EMI              | cantora                      | [ 63 ]        |
| 2006 | "Sarang Ga (Love Story)" | Pure in Heart OST            | YG Entertainment | cantora                      | [ 64 ]        |
| 2010 | "Brown Hair"             |                              | YG Entertainment | cantora, compositora         | [ 65 ]        |
| 2012 | "Fly Again"              | Take Care of Us, Captain OST | Pony Canyon      | compositora                  |               |
| 2012 | "Marry Me"               |                              | YG Entertainment | cantora, compositora         | [ 66 ] [ 67 ] |
| 2013 | "Flying Galaxy"          |                              | YG Entertainment | cantora, compositora         | [ 68 ]        |
| 2013 | "It's You"               |                              | YG Entertainment | cantora, compositora         | [ 18 ]        |
| 2013 | "Happy"                  |                              | YG Entertainment | cantora, compositora         | [ 20 ]        |
| 2014 | "Floral Rain"            |                              | YG Entertainment | cantora, compositora         |               |
| 2014 | "Must"                   |                              | YG Entertainment | cantora, compositora         | [ 21 ]        |
| 2015 | "A Day Without Sound"    |                              | YG Entertainment | cantora                      | [ 69 ]        |
| 2016 | "Written and Erased"     |                              | YG Entertainment | em colaboração com The Blind |               |
| 2016 | "Winter Story"           |                              | YG Entertainment | para Newlywed Diary          | [ 70 ]        |
| 2016 | "Summer Day"             |                              | YG Entertainment | para Newlywed Diary          | [ 70 ]        |